# Bière acidulée
Les bières acidulées, bières acides, ou bières sures (en anglais : sour beer) sont des bières au goût intentionnellement acidulé ou aigre.

## Types de bières acidulées
Tout type de bière peut être brassé de manière acidulée, mais certains types le sont toujours ou plus souvent.
- Gose
- Lambic
- Bière rouge
- Berliner Weisse
- Gueuze
- Vieille brune